# Jedi Mind Tricks
Jedi Mind Tricks is een hiphopgroep uit Philadelphia (Pennsylvania), Verenigde Staten. De groep bestaat uit rappers Vinnie Paz, (voormalig Jus Allah) en DJ/Producer Stoupe the Enemy of Mankind.
De groep werkt veel samen met zowel bekende rappers als regionale talenten. Bij rappers waarmee samen is gewerkt zitten onder andere: GZA, Kool G Rap, Canibus, Immortal Technique, Virtuoso, Louis Logic, R.A. the Rugged Man, Tragedy Khadafi, 7L & Esoteric, Sean Price, Ras Kass, Percee P, Killah Priest en Ill Bill.

## Discografie

### Albums
- The Psycho-Social, Chemical, Biological & Electro-Magnetic Manipulation of Human Consciousness (1997)
- Violent by Design (2000)
- Visions of Gandhi (2003)
- Legacy of Blood (2004)
- Servants in Heaven, Kings in Hell (2006)
- A History of Violence (2008)
- Violence Begets Violence (2011)
- The Thief and The Fallen (2015)
- The Bridge and the Abyss (2017) [1]

- International Standard Name Identifier: 0000 0001 0670 6934
- Library of Congress Control Number: no2010075824
- MusicBrainz: c7732cf8-e9a1-46f1-9133-84d930f3187a
- Virtual International Authority File: 147374396